# Djelga
Djelga (en rus: Джелга) és un poble (un possiólok) de l'óblast d'Astracan, a Rússia, segons el cens del 2010 tenia 37 habitants.